# Chiesa di Santa Maria (Dueville)
La chiesa di Santa Maria è un edificio religioso situato nel comune di Dueville, in provincia e diocesi di Vicenza. Si tratta di un luogo di culto di grande importanza per la comunità. Al suo interno sono presenti affreschi realizzati da Agostino Pegrassi. Tra essi l'affresco nella cappella del Battistero rappresentante il “Battesimo di Gesù”. Nell'abside della chiesa preesistente, sul retro dell'edificio attuale, è possibile ammirare la raffigurazione detta "Evangelium".
Il 17 settembre 1955 venne effettuata, dal vescovo Carlo Zinato, la consacrazione della chiesa arcipretale di santa Maria e santa Fosca di Dueville e il 7 maggio 2005, con la benedizione del vescovo di Vicenza Cesare Nosiglia, l'inaugurazione delle opere parrocchiali (oratorio per le attività pastorali) di santa Maria.

## Storia

### Chiesa parrocchiale di Dueville
L'intera costruzione ecclesiastica è il risultato di una "complessa sedimentazione storica dove le parti si combinano in un'interessante composizione paratattica, la quale riuscì ad armonizzare fra di loro il campanile settecentesco, la vecchia abside risalente al tardo ottocento e la chiesa edificata nel novecento.
La progettazione della chiesa nuova è stata realizzata dall'architetto Vincenzo Bonato, il quale si è anche occupato di supervisionare i lavori della sua costruzione. Sia l'idea che la realizzazione si sono attuate tra il 1928 e il 1956. La struttura si presenta come un complesso montaggio di simboli e linguaggi architettonici differenti, i quali rispecchiano la tendenza architettonica principale presente tra il XIX e il XX secolo.

### La chiesa di Santa Maria fino al 1900
A partire dal XV secolo la chiesa di Santa Maria era matrice, ovvero una pieve, punto di riferimento per molte cappelle come: Santa Maria del Porciletto, Sant'Andrea di Novoledo, San Vito di Montecchio Precalcino, San Biagio di Vivaro, Santa Maria Etiopissa. Con il termine pieve venivano denominate le sole antiche chiese battesimali, alle quali dovevano accorrere le popolazioni per ricevere il primo Sacramento. Nei primi secoli dell'evangelizzazione cristiana nei territori vicentini solo al vescovo veniva concessa la possibilità di conferire il battesimo. Con il passare degli anni, però, il battistero fu concesso ad alcune chiese, denominate appunto pievi. Si trattava di parrocchie primarie e i loro rettori venivano qualificati con l'appellativo di arcipreti.
Altro elemento che sottolinea l'importanza della chiesa è la sua autorità su Santa Maria Etiopissa. Quest'ultima svolgeva le funzioni di cappella nei confronti di Santa Maria e di chiesa monasteriale verso l'abbazia benedettina di Pomposa di Ferrara.
Nel 1407 i Monza, a pochi anni dall'arrivo nel loro feudo di Dueville, la ricostruirono e l’amplificarono. Nel 1488, inoltre, Gaspare Monza, prima e i suoi successori poi, eressero il campanile e la canonica. Nel secolo successivo, con la nascita delle nuove parrocchie, con lo sgretolarsi dell’abbazia benedettina e, dopo il Concilio di Trento, con l’istituzione dei vicariati foranei, venne meno a Santa Maria la sua dignità di pieve in favore della parrocchia di Villaverla.
Il 1 maggio 1693, furono convocati 102 capifamiglia della comunità che decisero, grazie anche alla sollecitazione del parroco Giovanni Zorzi, di ristrutturare il sacro edificio, che ormai risultava antico, fatiscente e in rovina. Gli stessi governatori della comunità spingevano perché i lavori potessero proseguire, partecipando annualmente alle spese. Era stato deciso, inoltre, che una volta finita la chiesa, quest'ultima dovesse essere sostenuta per 2/3 dal comune e per 1/3 dal parroco. Successivamente, fu deciso di istituire una commissione che avrebbe avuto il compito di appoggiare e tutelare tutte le necessità dell'arciprete, che sarebbero sorte durante la costruzione della chiesa.
Nel 1697, grazie alle offerte dei cittadini, venne riedificata, per essere poi conclusa nel 1710, anno in cui la chiesa fu arricchita dalla presenza di un affresco rappresentante l'Assunzione della Vergine.
Nel 1716, fu elevato il campanile alto 40 metri ed in stile barocco. Tale costruzione risultò possibile grazie al contributo offerto dalla comunità di Dueville.
Nel 1744, si procedette ad arricchire la chiesa con un nuovo altare maggiore, mentre nel 1828 venne ripavimentata e successivamente impreziosita da differenti tele.
Avvenuta la costruzione della chiesa di Santa Maria si iniziò con la costruzione della canonica, progettata e diretta dall'architetto Tullio Panciera ed eseguita dalla ditta Fratelli Sanson. La canonica è caratterizzata da un'intonazione cromatica, dal parapetto della grande loggia in cristallo, e dal portale in pietra di San Gottardo, opera dello scultore Gastone Panciera. La nuova canonica arcipretale, insomma, si inserisce degnamente nella piazza di Dueville.
Alla fine del XVIII secolo, Dueville vantava un centro piuttosto moderno, volto all'agricoltura, ma soprattutto profondamente religioso, come risulta dalle confraternite e dai molti lasciti di persone credenti a favore della chiesa.

#### Il nuovo coro
Nel 1890, su richiesta del parroco don Antonio Sanmartin, l'architetto Vittorio Barichella e il Reg. Gaetano Busnelli, presentarono diversi progetti per ingrandire la chiesa, in quanto non più sufficientemente capace per poter ospitare un numero di fedeli sempre maggiore. Infatti, in vent'anni c'era stato un incremento della popolazione che passò da 1 800  a 2 500 abitanti. Si decise quindi di ampliare la zona del coro di 100 m².
I lavori di ristrutturazione iniziarono il 20 febbraio 1899; furono demoliti il vecchio coro e l'altare maggiore. Così, cominciò a prendere forma un nuovo coro caratterizzato da una parete a semicerchio, da colonne solide e vigorose, da capitelli in stile corinzio e da una grande cupola. Tale ampliamento è visibile ancora oggi all'esterno della chiesa attuale.
Infine, fu costruito un nuovo altare, arricchito con due angeli; il primo in profonda contemplazione, mentre il secondo in venerazione. Le due statue furono realizzate dal rinomato scultore Napoleone Guizzon di Vicenza. In seguito ad un forte incremento demografico il nuovo arciprete, don Benigno Fracasso, giunto a Dueville nel 1924, manifestò il desiderio di ampliare la chiesa in quanto, troppo piccola per rispondere al rapido sviluppo della popolazione. Tale proposta venne ben accolta dalla maggioranza.

#### La nuova chiesa
Nell'anno 1924 venne lanciata la proposta di edificare una nuova chiesa, per rispondere alle esigenze spirituali e morali della popolazione che cresceva continuamente. La proposta fu accolta e, grazie all'intervento del vescovo Ferdinando Rodolfi, la chiesa fu costruita sull'area di quella già esistente.
L'odierna disposizione della chiesa di Dueville è risalente al 1955, anno in cui venne consacrata, però è nel novembre del 1928 che iniziarono i lavori ufficiali di costruzione del sacro edificio, conclusi nel 1954.

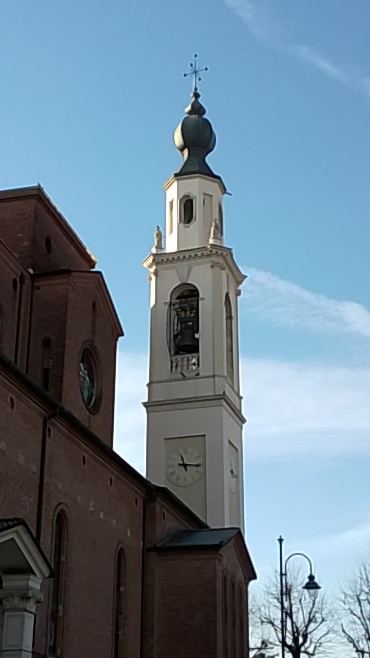
Campanile della Chiesa Santa Maria di Dueville (Vicenza)

Nel novembre 1928, schiere di contadini e di operai provenienti dalle varie contrade prestarono a turno il loro lavoro gratuitamente, ricavando ghiaia dall'Astico e portando il cemento dalla stazione ferroviaria. A dirigere i lavori era la ditta Ferraro di Padova.
Il 23 giugno 1929 il Vescovo di Vicenza, Ferdinando Rodolfi diede la benedizione eucaristica e compì la cerimonia della posa della prima pietra con la presenza di tutte le autorità ecclesiastiche, civili, militari, politiche e scolastiche del Comune. Continuarono, poi, le prestazioni di contadini e operai, tanto che nel 1932 venne licenziata l'impresa e si continuò a lavorare con la sola maestranza locale, sotto la guida del capomastro Silvio Sanson di Dueville.
Nel 1933 si coprirono le navate laterali, nel 1934 fu demolita la vecchia chiesa e si pose il tetto; nel 1939 la parte muraria poteva considerarsi ultimata; nel 1940 fu lastricato il presbiterio; nel 1943 si eressero gli altari laterali, nel 1945 fu affrescata la cupola e nei due anni successivi l'abside. Nel 1948-1949 fu completata la parte superiore della facciata in cotto, con i tre rosoni, sormontata da cinque statue dello scultore Caldana, ornata ai lati da bassorilievi e da tre statue della vecchia chiesa. Nel 1949 la chiesa fu dotata dell'organo; mentre nel 1950 la ditta Cecchin Luigi diede le tre porte d'ingresso; il battistero fu costituito dalla pavimentazione in marmo e venne inserito un affresco del professor Pregrassi, che rappresentava il Battesimo di Gesù sul Giordano. A mano a mano i vari lavori vennero portati a termine fino a giungere alla consacrazione della chiesa avvenuta il 17 settembre 1955 ad opera di Monsignor Carlo Zinato, vescovo di Vicenza.
Oggi, della chiesa risalente al millesettecento, rimane solo il campanile, mentre il coro del 1904 è rimasto intatto e svolge, da una parte, la funzione di sacrestia, e dall'altra accoglie anche il presepe vivente “Evangelium”.

## Descrizione

### Esterno

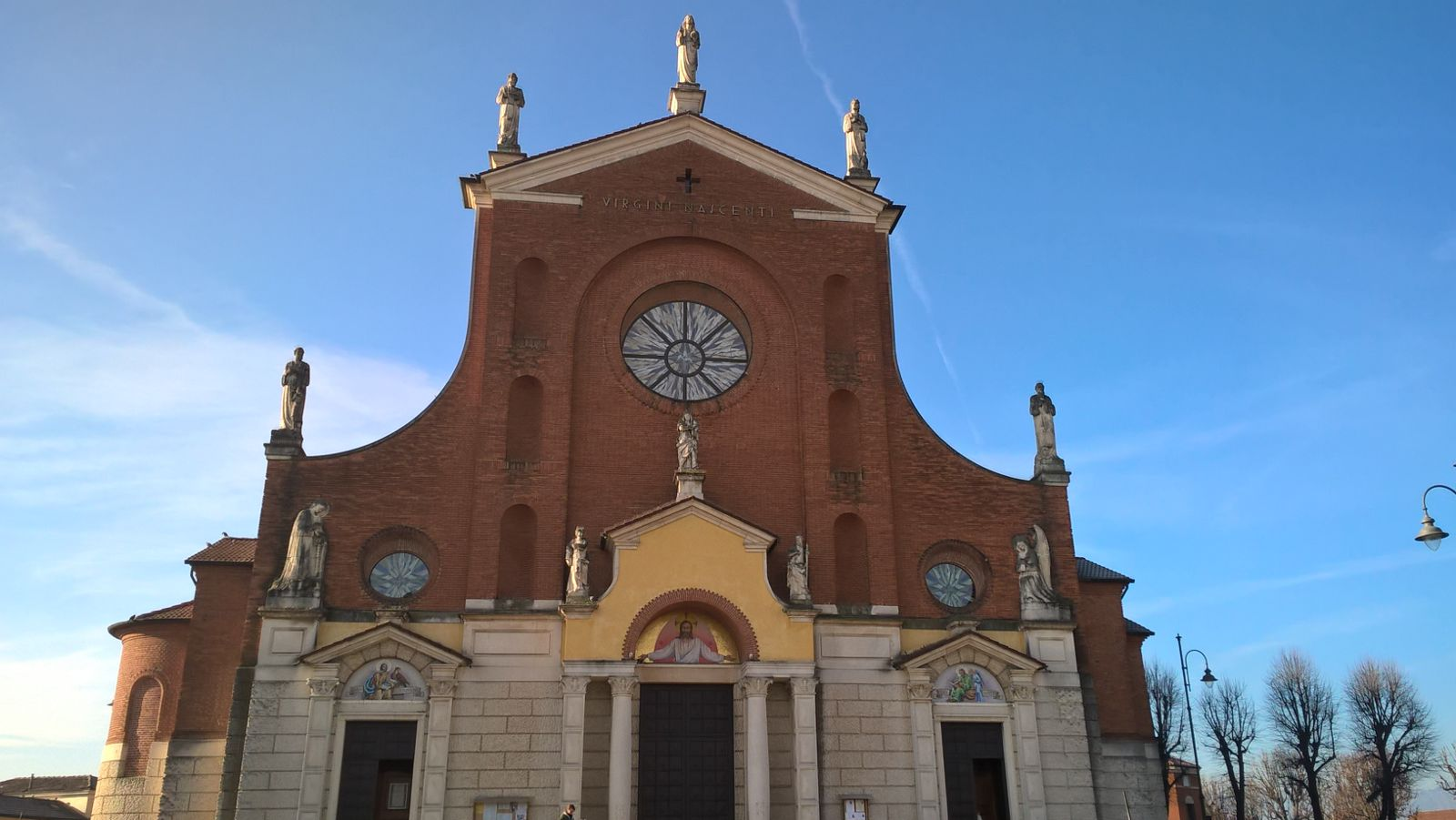
Facciata esterna della Chiesa di Santa Maria di Dueville (Vicenza)

La chiesa di Santa Maria (costruita su progetto dell'architetto Vincenzo Bonato) risulta imponente e maestosa. Misura 22 metri in altezza, 22,50 metri in larghezza e 42 metri in lunghezza. È caratterizzata dallo stile francescano, uno stile sobrio e semplice. Solo la facciata si innalza in modo maggiormente eclettico manifestandosi nella parte alta in cotto e nella parte bassa in pietra bianca. La pietra bianca è stata utilizzata anche per le incorniciature del timpano superiore, nei raccordi laterali e nelle statue.
Il portale maggiore è incorniciato da un protiro, sostenuto da un pilastro e una colonna con capitello di stile corinzio a ambo i lati. Al di sopra del portale un mosaico rappresenta Cristo, l’alfa e l'omega. Al di sopra sono collocate tre statue che raffigurano da sinistra a destra: San Pietro, la Madonna con il bambino Gesù e San Paolo. Sopra le estremità dei portali laterali appaiono due altorilievi che illustrano l’Annunciazione: a sinistra la Vergine Maria e a destra L’arcangelo Gabriele.

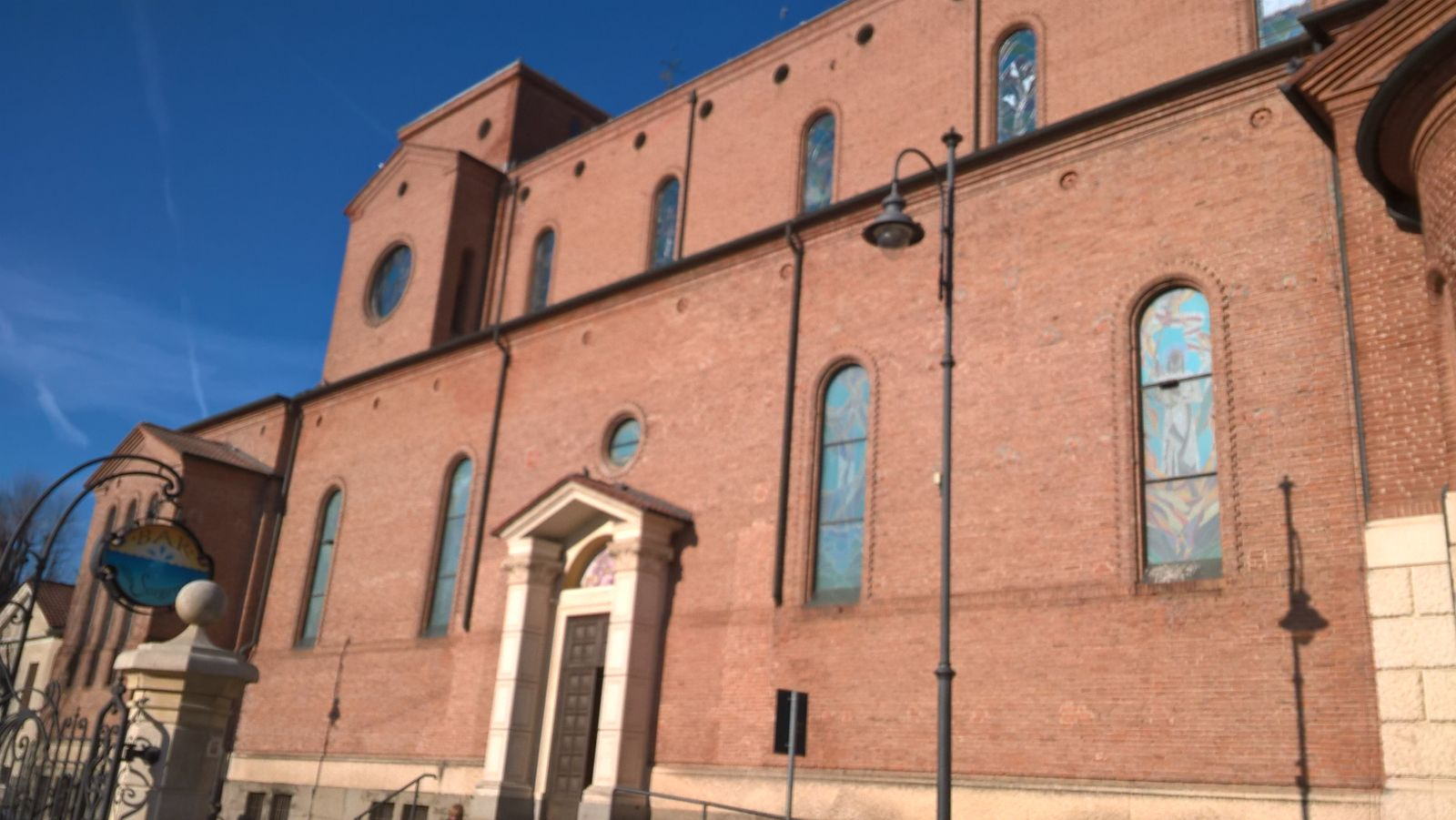
Vista laterale della Chiesa Santa Maria di Dueville (Vicenza)

Degno di nota è anche il movimento plastico caratterizzato dalle due lesene con tre nicchie ciascuna che, nella parte esterna, raggiungono il timpano superiore. Al centro del timpano è raffigurata una croce con la scritta “Virgini Nascenti”. Tale frase mira ad indicare a chi è dedicata la chiesa, ovvero Maria.
Sopra al timpano si può osservare la statua del Redentore. Due incorniciature in marmo bianco permettono di dare continuità e unicità al corpo centrale e a quelli laterali. Ai lati del timpano e dei raccordi marmorei campeggiano le statue dei quattro evangelisti.
Gli evangelisti si possono ritrovare anche all’interno delle lunette delle due porte laterali della facciata e delle fiancate.

### Interno
La chiesa si prospetta nel suo spazio interno, come un ambiente molto ampio; la decisione presente dietro a questa preferenza è stata molto esplicita, l'obiettivo era quello di garantire al presbiterio una finalità di tipo liturgico coerente con le nuove necessità, creando uno spazio che fungesse da filtro tra esterno ed interno.
Le entrate sono state ridimensionate per sottolineare con maggiore evidenza il percorso percorribile dai fedeli, grazie ad un'unica entrata principale e ai due accessi delle navate laterali.

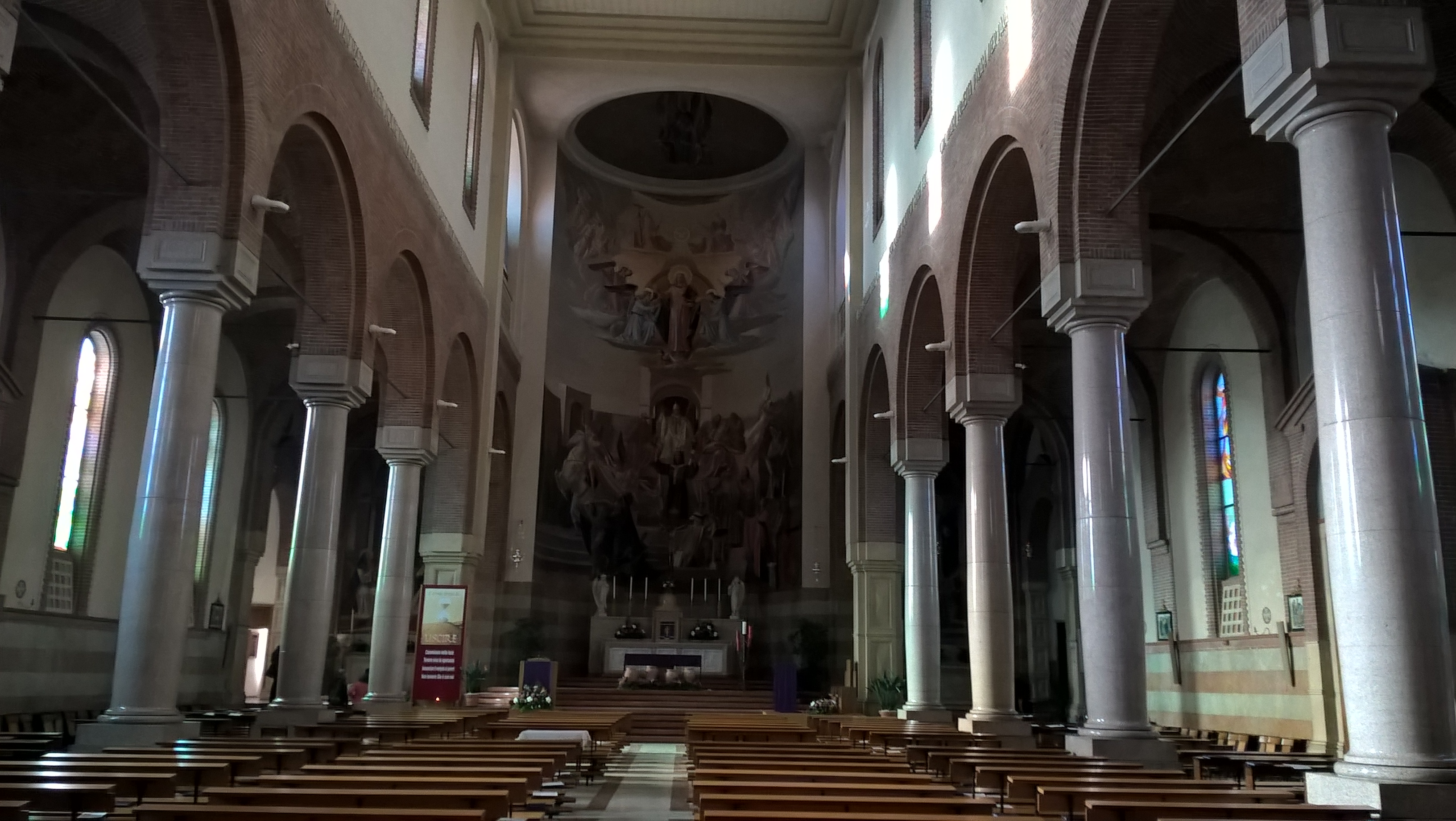
Interno Chiesa Santa Maria di Dueville (Vicenza)

Appena superata l'entrata ci si ritrova in un ambiente filtro che ha lo scopo di creare uno spazio di contemplazione religiosa e di riflessione, prima di proseguire per poter ascoltare la Parola di Dio. Tale spazio è caratterizzato dalla presenza di due cappelle laterali: una dedicata al Battesimo e l'altra alla Penitenza.
La peculiarità principale è il grande affresco che rappresenta una maestosa scenografia, perché si innalza per dieci metri fino ad arrivare alla piccola cupola sopra al presbiterio. Soffermandosi ad analizzare l'ambiente interno, emerge come quest'ultimo sia caratterizzato da un linguaggio paleo-cristiano, che risulta coerente con l'assetto basilicale a tre navate sostenuto da otto colonne, quattro pilastri, e terminato da un'abside semicircolare.
Tutta la chiesa, sia all'interno che all'esterno, risulta armoniosa nella linea e nel colore e ricca grazie ai marmi e alle pitture presenti.

#### Navata centrale
La navata centrale, maggiore, è ritmata da arcate modulari a base rettangolare ed è arricchita da colonne di granito rosa di Baveno e, alle estremità, da pilastri di Nanto. Mentre, le due navate laterali, minori, sono ritmate da arcate modulari di base quadrata.
La chiesa è illuminata grazie alla presenza di un grande rosone sopra il portale maggiore, realizzato da P. Modolo, dai rosoni a lato dell’abside, da piccoli rosoni collocati sopra le altre porte e da 12 finestre superiori e 8 sottostanti ad esse con vetri soffiati a bocca. Mentre le finestre superiori raffigurano immagini volte alla religione, ma generiche, quelle sottostanti seguono il tema dei “Sette Sacramenti”. Quindi entrando dal portale di sinistra, dopo la cappella della fonte battesimale, nella prima finestra è raffigurata la Resurrezione. Questa finestra apre successivamente ai doni del Sacramento.

#### Navata di sinistra

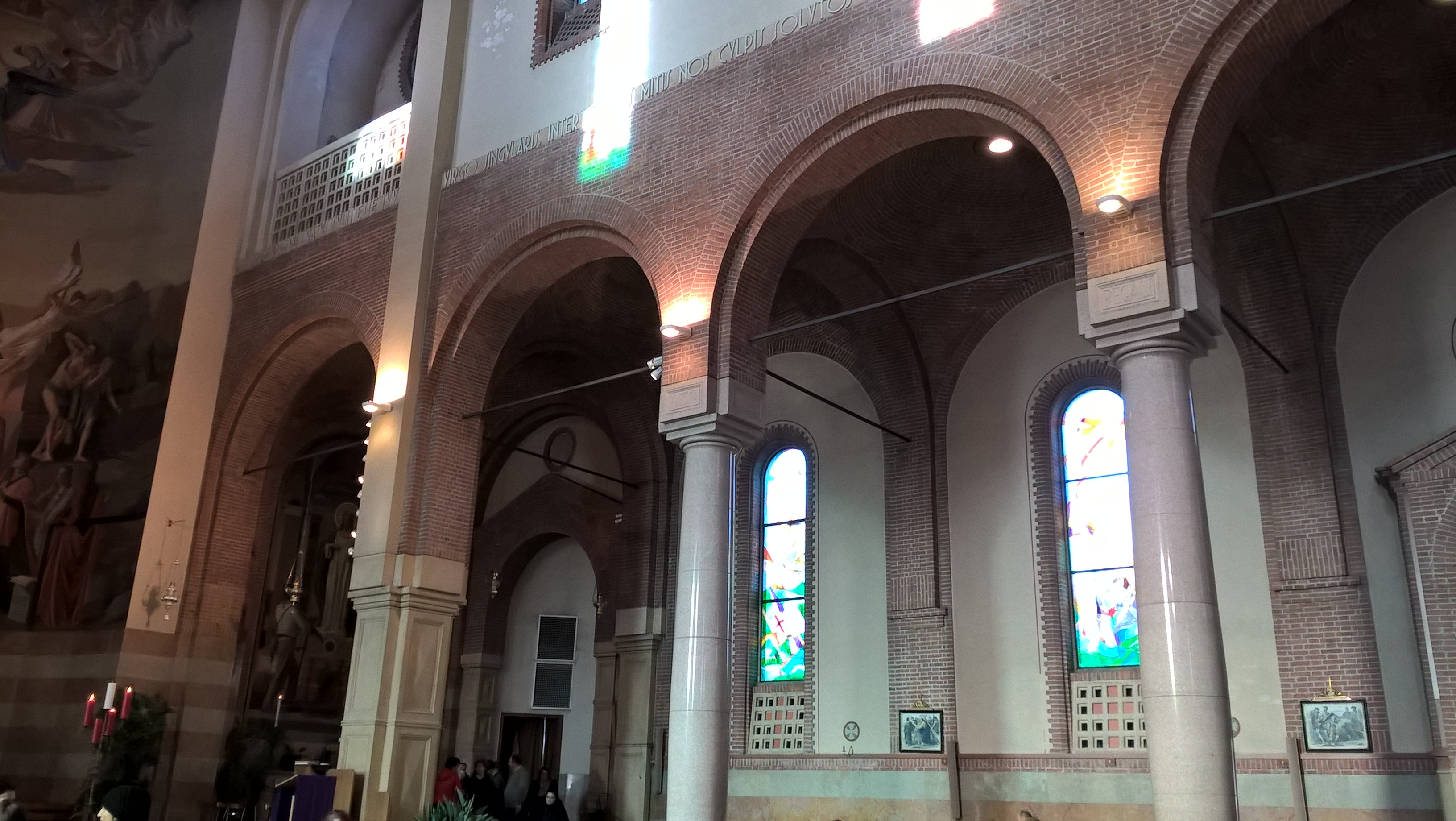
Navata della chiesa Santa Maria di Dueville (Vicenza)

La navata di sinistra presenta la cappella del Battistero. Essa è caratterizzata dall’affresco raffigurante il Battesimo di Gesù nel fiume Giordano di Agostino Pergassi. A lato del presbitero è collocato un altare dedicato a Santa Maria e alle due Sante molto venerate a Dueville: Sant’Anna e Santa Fosca. Sopra all’altare risalta una pala raffigurante le tre donne (al centro S. Maria, a sinistra S. Anna e a destra S. Fosca).

#### Navata di destra
La navata di destra presenta la cappella dedicata ai caduti di guerra. Qui, come nella navata sinistra, è collocato un altare sopra al quale si può ammirare una pala dedicata al Sacro Cuore. È raffigurato Gesù che dona il suo cuore ad un contadino, a sua moglie e a suo figlio. È presente anche un altro altare; spicca poi una grande croce di marmo nero e su tutto risalta il gruppo della Pietà, opera dello scultore Caldana.
Sono presenti, inoltre, due lapidi che ricordano i duevillesi caduti in guerra.

#### Abside

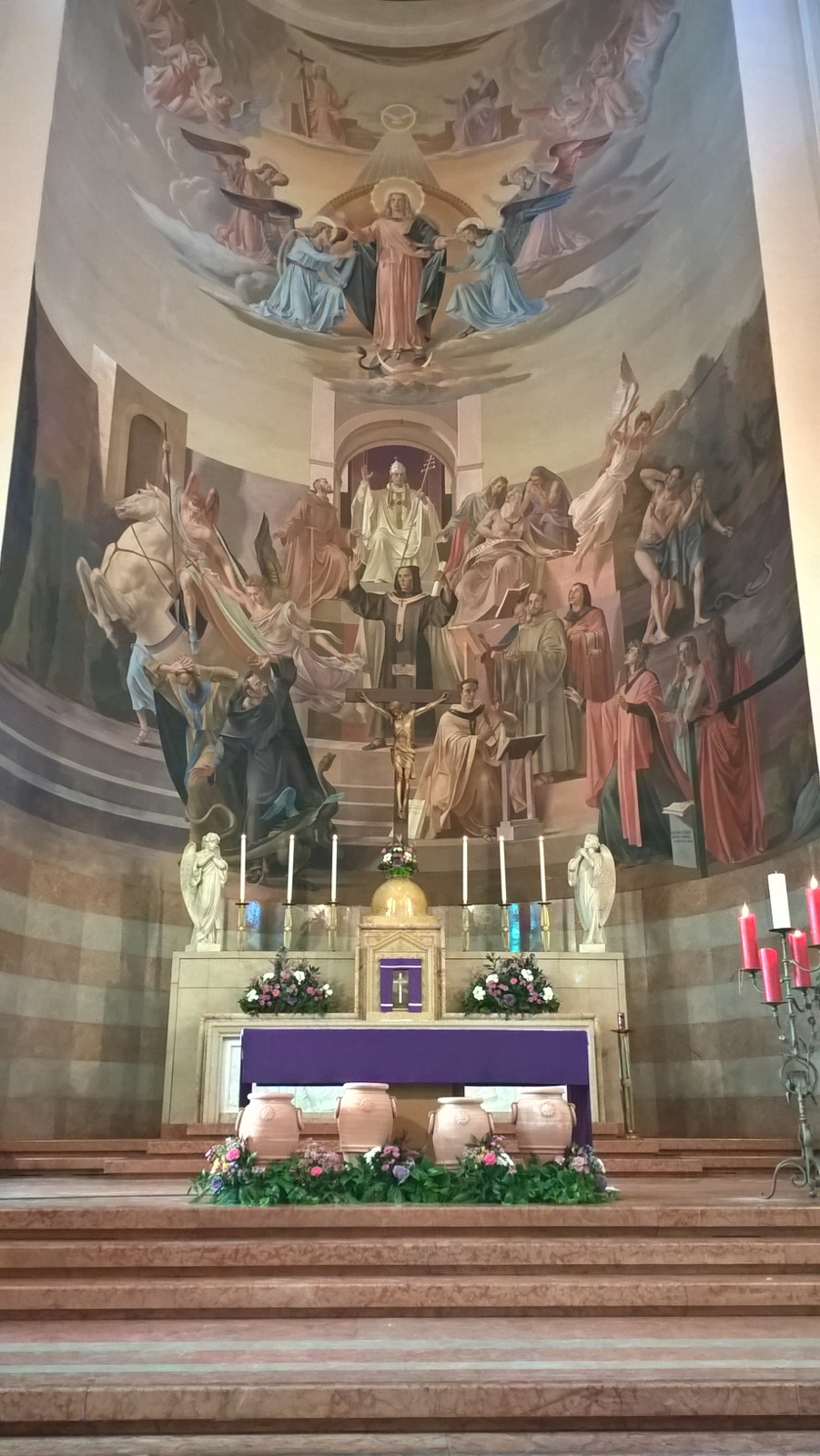
Abside della Chiesa Santa Maria di Dueville (Vicenza), vista dall'interno

L'abside della nuova chiesa avrebbe dovuto essere nel coro costruito nel 1904. Per questo motivo la parete absidale appare, per forma e per geometria come una componente che divide i due spazi. In realtà, il progetto realizzato da Bonato, prevedeva queste due zone unite e indistinte.
La zona absidale è arricchita dalla presenza di un grande affresco, ad opera del Prof. Agostino Pregrassi. Questo dipinto si struttura su due piani principali, un livello terreno in cui sono presenti personalità bibliche e storiche in uno spazio fortemente contraddistinto dalla presenza di un trono papale, come ad avere il desiderio di richiamare un ambiente reale, fisico al di là della parete, oppure ancora segnato nel ricordo dell'Assemblea. Un secondo livello celeste, dove prevale il soggetto dell'Apoteosi di Maria.
Se si analizza la strutturazione della chiesa dal punto di vista della disposizione spaziale e liturgica, si nota come emerge un assetto di tipo tradizionale. Esso è contraddistinto da una marcata divisione fra le navate strette e profonde, in cui i fedeli sono predisposti in file parallele di fronte all'altare. Si può anche osservare, a fianco della parete di fondo, un presbiterio molto largo e poco profondo.
A evidenziare maggiormente questa divisione è l'imponente soprelevazione del presbiterio, caratterizzata dalla costruzione di otto gradini che elevano l'altare di circa un metro e mezzo rispetto alla quota dell'aula.
Entrando dalla porta maggiore, sull’ampio presbiterio, è collocato l’altare maggiore. Esso è caratterizzato da un basso rilievo. Nei riquadri vengono raffigurati: Gesù e i quattro evangelisti Marco, Matteo, Luca e Giovanni. Non è la prima volta che si fa loro richiamo, in quanto si possono ritrovare anche nelle lunette dei portali e ai lati del campanile. Sopra all’altare sono posti due angeli. Sull’abside osservando dal basso verso l’altro è nota l’apoteosi della Vergine nell’agiato mondo terreno. Al di sopra è raffigurata l’Immacolata in un tripudio di angeli festosi. Sopra a tale affresco è evidente la Madonna incoronata dalla Trinità e a cupola con dove intorno alla Madonna c’è un gruppo di quattro angeli.
La parte retrostante dell'abside della cappella presbiteriale, risalente al tardo ottocento, è ora utilizzata per ospitare “l'Evangelium”, ovvero il presepio permanente.

### Evangelium

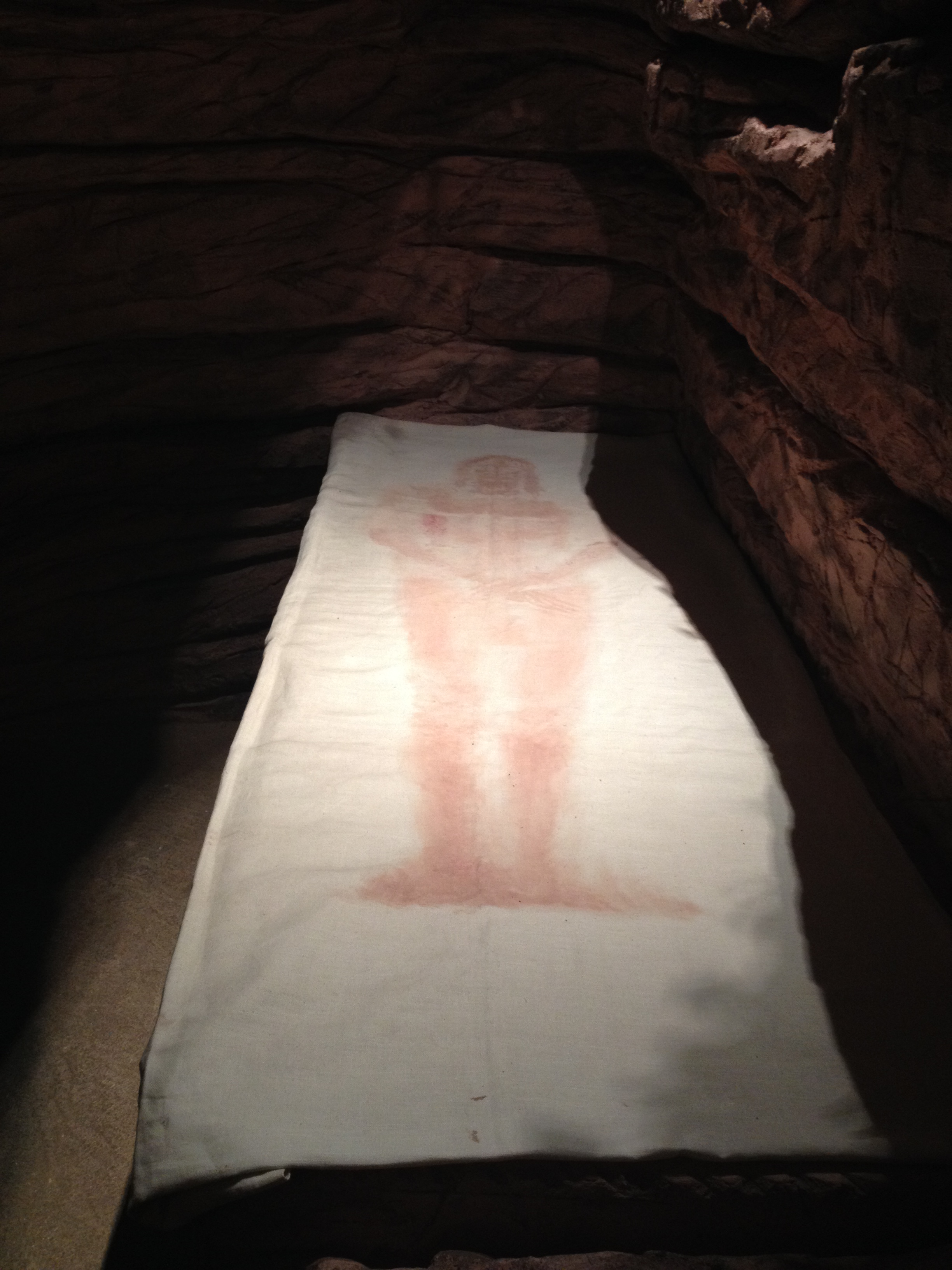
Scena della Resurrezione di Cristo, all'interno del presepe Evangelium della Chiesa Santa Maria di Dueville (Vicenza)

Quando venne approvato il progetto della nuova chiesa, non si sapeva ancora come utilizzare lo spazio del nuovo coro (un ampliamento di circa 100 m²), ma comunque l'intenzione era quello di salvarlo, sia perché era un edificio armonioso nella sua struttura, sia perché si voleva mantenere vivo il ricordo delle molte persone che avevano contribuito e fatto molti sacrifici per la sua costruzione. Tutto il paese, infatti, era stato partecipe nella sua realizzazione e molti falegnami, fabbri e muratori avevano rinunciato a una parte del loro stipendio per la sua edificazione.
Inizialmente l'area venne utilizzata come deposito, poi però con il tempo ritornò ad essere un luogo di meditazione e di preghiera: un gruppo di compaesani di Dueville nel 1993 cominciò a lavorare per costruire all'interno dell'ampliamento un presepe stabile. Questa fu l'idea iniziale, poi, invece, l'idea originale evolse, perché si voleva che l'opera divenisse uno strumento moderno per comunicare il messaggio del vangelo, attraverso l'utilizzo di immagini suggestive, così venne deciso di realizzare l’"Evangelium” che significa buona novella.
L'Evangelium non è un presepe come tutti gli altri, perché cerca di trovare un modo originale per trasmettere la parola di Dio: si articola in un percorso guidato che espone i momenti salienti della Sacra Bibbia attraverso l'esposizione di una serie di scene.

Ogni scenario è stato fedelmente riprodotto dopo delle lunghe ed attente analisi da parte di teologi, biblisti e scenografi. Chi andrà a visitare questo presepio troverà oltre 30 personaggi biblici in grandezza naturale su scala 1:1, costruiti totalmente dal gruppo e utilizzando tecniche e materiali innovativi. Gli ambienti che fanno da sfondo ai personaggi sono curati nei dettagli rispettando i particolari storici, le luci, gli effetti sonori e la narrazione che ricorda gli avvenimenti lontani riguardanti la scena, cercando di coinvolgere i visitatori. 

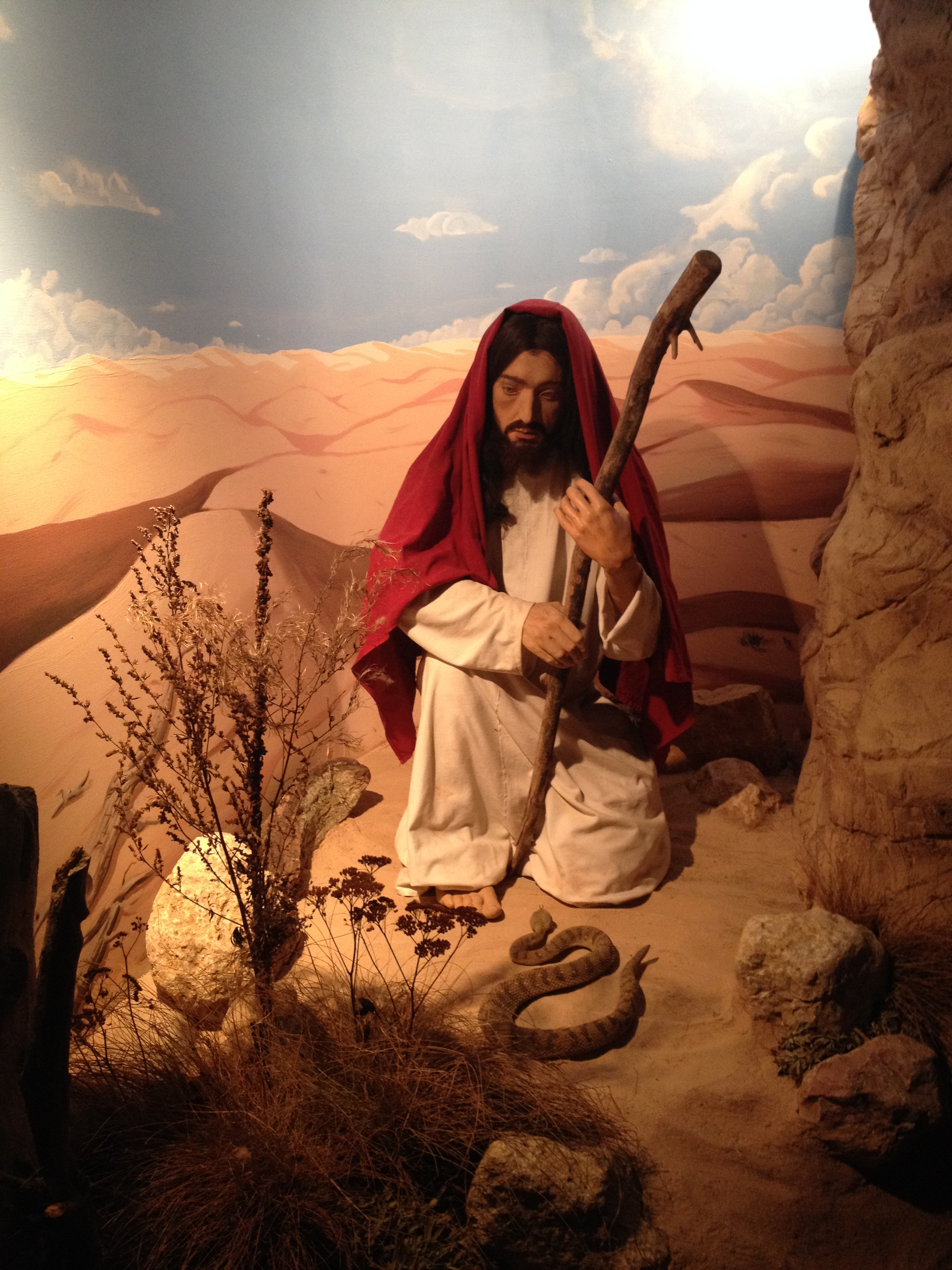
Scena di Gesù e il serpente, all'interno del presepe Evangelium della Chiesa Santa Maria di Dueville (Vicenza)

 Alcune statue sono semi-moventi e cercano di rendere ancora più vera e realistica la scena. 
Questo presepe ha avuto molto successo tra il pubblico. Molti, infatti, sono stati gli ingressi in questi anni e numerose sono state le recensioni e gli articoli nei giornali, inoltre, l'Evangelium è divenuto una delle tappe principali nell'itinerario “La strada dei presepi”: questo percorso è stato realizzato per permettere a chi è appassionato di presepi e viene da lontano, di fare visita ai più importanti presepi del vicentino e dell'alta padovana.

#### Piano superiore del percorso
Al piano superiore vengono raccontati alcuni episodi dell'Antico Testamento: annuncio di Giosuè, presentazione delle tavole della legge di Mosè e sacrificio di Isacco, si può anche notare la ricostruzione in un plastico della Palestina.

#### Piano inferiore del percorso
Al piano inferiore, invece, vengono narrati alcuni episodi del Nuovo Testamento con l'Annunciazione, la Natività ed alcuni momenti salienti della vita di Gesù: presentazione al tempio, Battesimo al Giordano, tentazione di Satana, Ultima cena, notte sul monte, fino alla sua Passione, Morte e infine Resurrezione.

## Icone

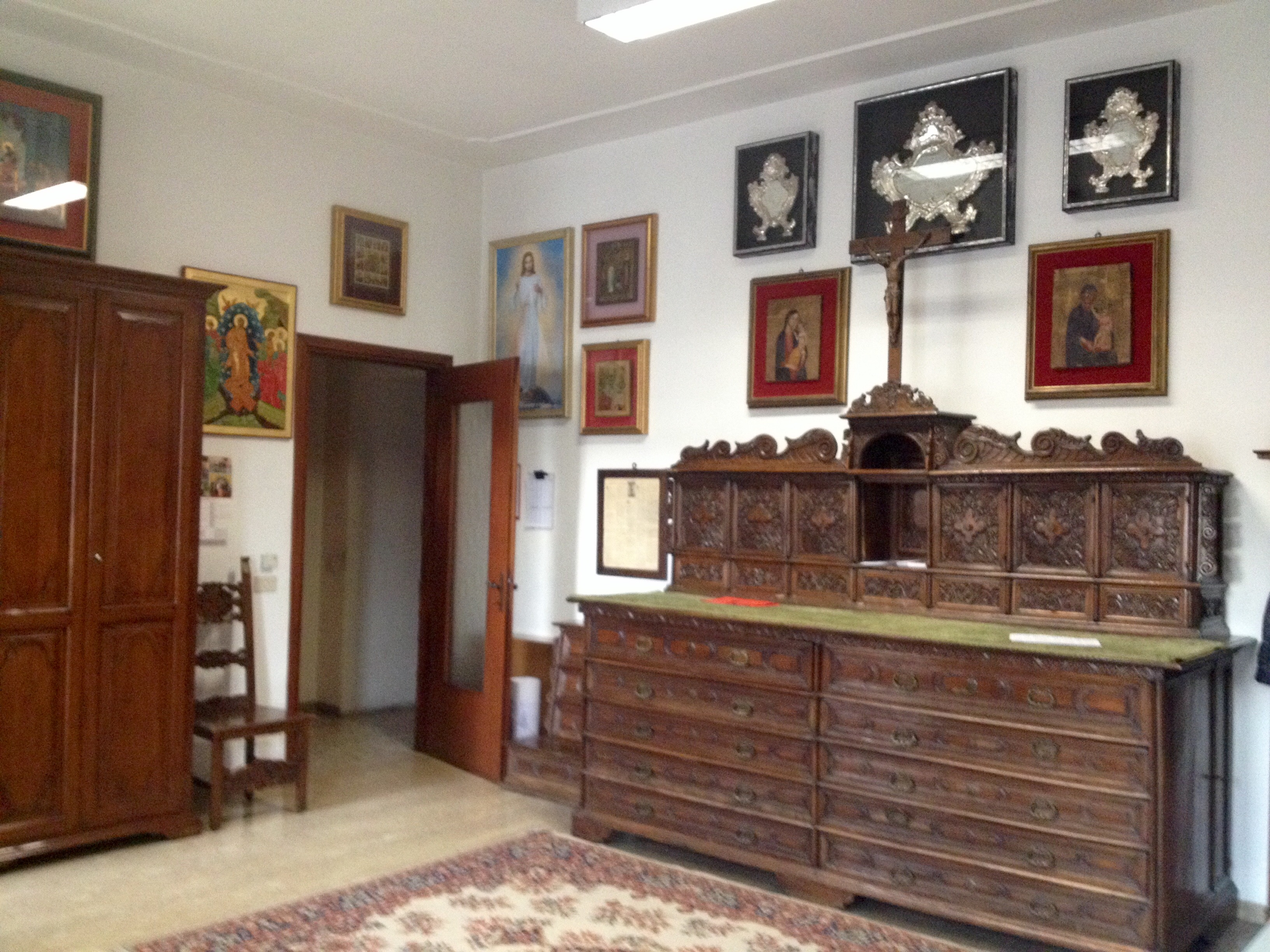
Stanza della sacrestia della Chiesa Santa Maria di Dueville (Vicenza)

La passione per l’arte di don Antonio Stella ha permesso al paese di Dueville di avere un grandissimo tesoro a disposizione rappresentato da circa una trentina di opere, tra cui venti icone. Antonio Stella ha sempre inteso l’arte come un qualcosa che: serve per unire; aiuta ad andare oltre le differenze culturali e religiose; cerca di unire chi ha una lingua diversa. Nell’arte, inoltre, ha collocato il significato divino che traspare dall’opera e che chi guarda può facilmente cogliere. Attraverso la collezione che ha donato alla chiesa, si può ripercorrere un viaggio ideale che va oltre la storia, per andare a toccare ognuno indipendentemente dalla fede del singolo, e far sorgere la necessità della religiosità all’interno di ognuno. La collezione di opere è visibile nella sacrestia della chiesa parrocchiale che permette di far capire l’importanza di questo personaggio nella storia del paese di Dueville.

### Vita e principi ispiratori di Antonio Stella
Antonio Stella nacque a Dueville il 6 agosto 1939. Entrò in seminario a Vicenza e fu nominato sacerdote il 28 giugno 1964. Successivamente fu inviato nella parrocchia di Noventa Vicentina, ma dopo solo 10 anni dalla sua nomina sacerdotale, subì un grave incidente stradale, da quell’incidente continuò ad avere dei problemi di salute, tanto che fu costretto a ritirarsi a Dueville, il suo paese di origine, dove grazie all’aiuto della famiglia, poté intraprendere la strada dell’insegnamento di Lettere presso le scuole di stato italiane, finché ottenne il posto presso la scuola media “A. Roncalli” di Dueville e oltre a ciò, collaborò anche con la parrocchia.
L’Incarnazione lo aveva avvicinato alla teologia delle icone, di cui era molto appassionato, e questa passione gli permise di recuperare un grande patrimonio artistico, cercando di trovare ogni mezzo, dai mercatini dell’usato fino alle ricerche di vie per ottenere riproduzioni pittoriche. Don Antonio sapeva che l’icona è la rappresentazione della civiltà culturale religiosa orientale europea da considerarsi in uno sguardo capace di oltrepassare le barriere confessionali. Sapeva, inoltre, che non si può capire nel profondo il significato che l’icona trasmette, se la si guarda solo con gli occhi dello storico o dello studioso, perché in questo modo la si toglie dal contesto liturgico, didascalico e devozionale. La pittura deve essere lo strumento di supporto per permettere al fedele di comprendere i misteri della fede, non deve essere una riduzione dell’icona a opera umana, fondata su un’arte monotona e uniforme.
I principi fondatori dell’iconografia sono quindi: incarnazione e liturgia.
L’icona deve appartenere alla comunità che celebra e prega e per questo motivo il pittore deve uscire fuori di sé ed esprimere la Trascendenza del mistero; la disposizione delle icone allo stesso modo non appartiene al pittore ma è di pertinenza della Tradizione. In conclusione l’arte nell’iconografia è da ritenersi secondaria rispetto alla teologia.

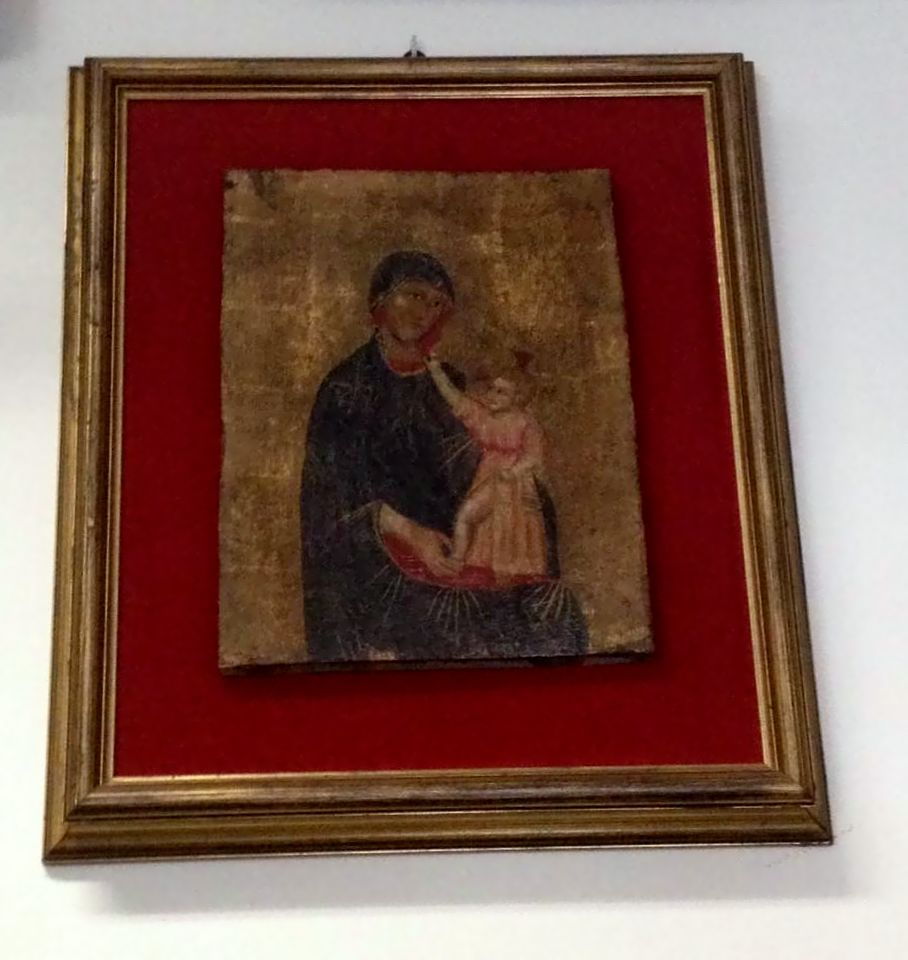
Dipinto della Madonna col Bambino, situato a destra sopra l'armadio della sacrestia della Chiesa Santa Maria di Dueville (Vicenza)

### La disposizione delle icone di Don Antonio
Nella chiesa parrocchiale di Dueville si è cercato di situare le icone sulle pareti della sacrestia, seguendo il volere testamentario di Don Antonio.
Le opere d’arte che sono state donate sono in tutto 26, di cui 20 iconografiche. Dei 26 pezzi d’arte, quattro a parte, sono scultorei:
- una madonnina in atteggiamento di intercessione;
- un crocifisso, incorniciato su broccato di raso;
- due raffigurazioni di teste di angeli.

Due dipinti della Vergine con il Bambino sono appesi sopra l’armadio della sacrestia. Nella parete, invece, si è cercato di tenere in considerazione non solo la parte strutturale ma anche il significato teologico. Per le altre icone. Quindi si è cercato di stabilire un certo ordine rispettando anche il volere e il pensiero di Don Antonio e cioè un'icona per ogni grande festa liturgica, icone della Madre di Dio, icone di santi protettori.
Seguendo quindi la disposizione dell’iconostasi, si parte dalla concezione liturgica orientale delle 12 feste, di cui si hanno sei icone:
- la Natività di Gesù;
- il ritrovamento fra i dottori;
- la Trasfigurazione di Gesù;
- l’ingresso di Gesù in Gerusalemme;
- l’ospitalità di Abramo;
- la dormitio virginis.

Le icone della SS. Trinità sono state inserite intorno alla icona dell’ospitalità di Abramo.
Prima delle icone raffiguranti la Trinità sono state appese le icone dell’Ultima Cena e della Crocifissione. Seguono le icone della Madonna: la Protezione di Maria e la Dormitio Virginis.
Su un'altra parete a parte sono state disposte le icone della Madre di Gesù: la seconda icona della Protezione della Vergine e le icone della Madonna della Tenerezza.
Sulla parete centrale della sacrestia sono appese le icone dei santi protettori: Nicola, Giorgio e Demetrio.
Nella sistemazione dei quadri si è cercato di unire le dimensioni delle icone con il senso teologico spirituale per cercare di avvicinare il “mondo dell’invisibile” al vero significato del reale: la trasfigurazione, di cui l’icona vuole essere anticipo, seguendo le idee e riflessioni di Don Antonio.

#### Descrizione delle icone

##### La Natività di Gesù

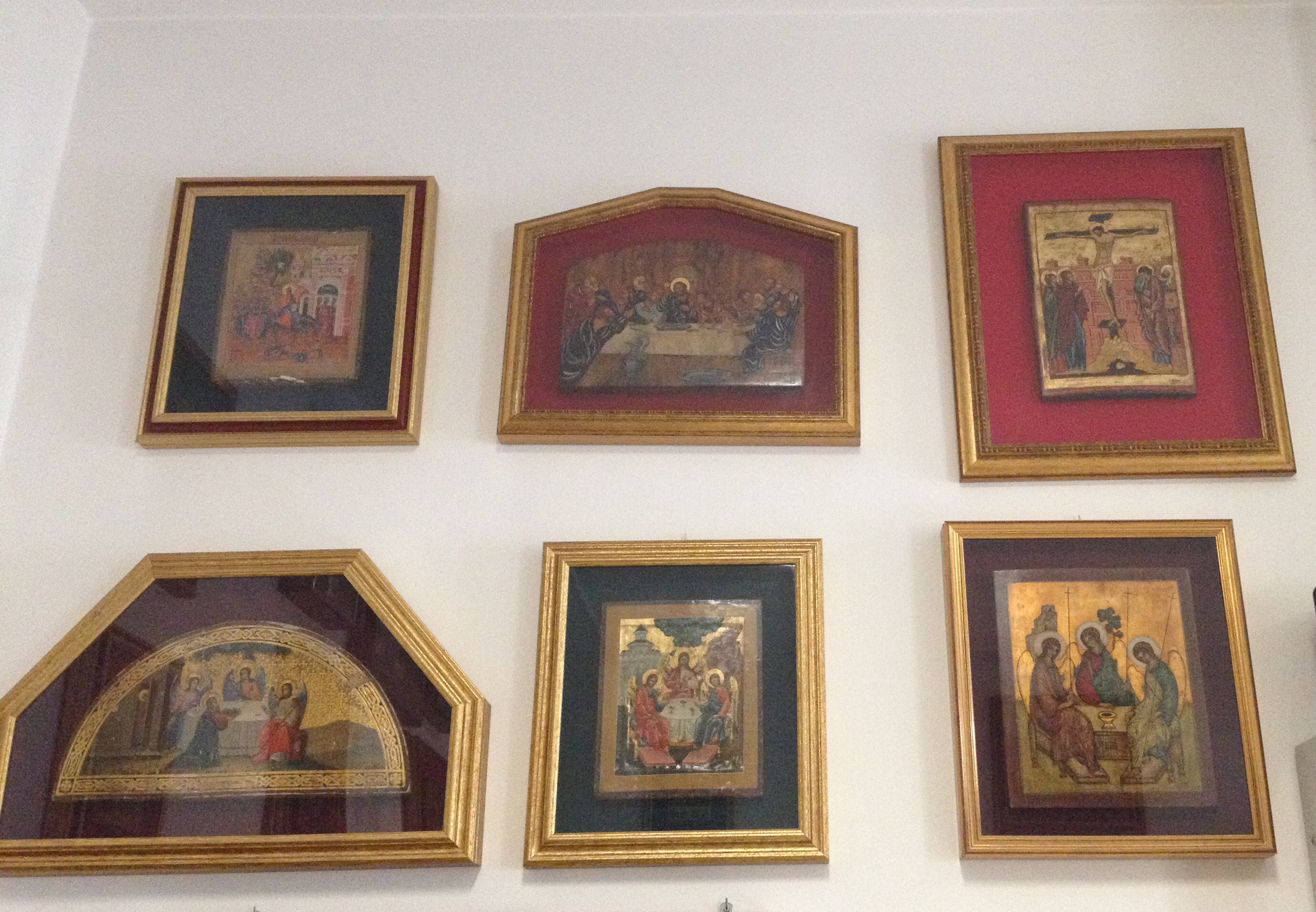
Alcune icone appese alla parete nella sacrestia della Chiesa Santa Maria di Dueville (Vicenza)

(Tempera su tavola in legno, cm 60*46)
Nel paesaggio è rappresentata una montagna che simboleggia Cristo che rompe le tenebre del peccato grazie alla sua luce. Nella parte superiore della montagna si può osservare la nuvola della luce di Dio che si divide in tre parti fino a raggiungere il Bambino. In primo piano vi è la Madre di Dio su una roccia bianca, mentre in alto sono rappresentati gli angeli che cantano, mentre uno si stacca dal coro per parlare ad un pastore. Sotto gli angeli sono rappresentati i Re Magi. Tra Maria e Giuseppe si apre la grotta, mentre il Bambino è fasciato, vicino a lui ci sono anche l'asino ed il bue. Nella parte inferiore sinistra due donne stanno preparando il bagno per il Bambino, che deve essere lavato dopo il parto: si pensa siano Eva e Salome: l'acqua come segno della nascita nella redenzione di Cristo; nella Natività è raffigurato il Battesimo. Il Bambino che viene lavato quando sarà adulto sarà battezzato da Giovanni lungo il fiume Giordano.

##### Il ritrovamento di Gesù fra i dottori nel Tempio
(Tempera su legno, cm 50*54)

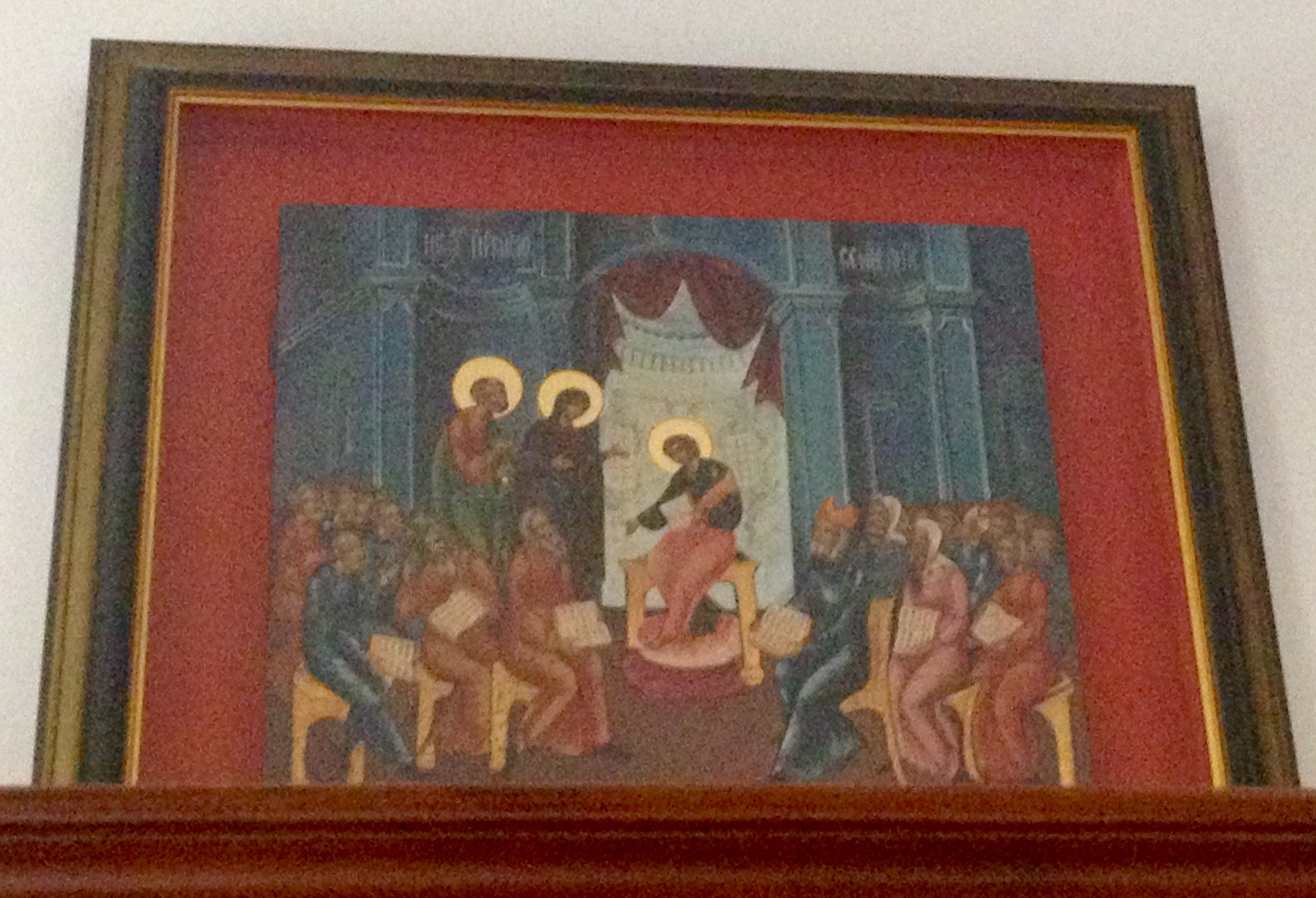
Icona per la festa di Mesopentecoste, appesa alla parete della sacrestia della Chiesa Santa Maria di Dueville (Vicenza)

Gesù dodicenne sta disputando in mezzo ai dottori del Tempio, come riportato dal Vangelo secondo Luca. I sei dottori in prima fila tengono codici aperti con citazioni veterotestamentarie. Sul codice del Cristo giovane, invece, si può leggere il passo del profeta Isaia.
La Festa di Mesopentecoste risulta essere molto antica, intorno ai primi anni del V secolo, ventiquattro giorni dopo la Pasqua, probabilmente per segnare il punto medio tra Pasqua e Pentecoste separate da cinquanta giorni. L'icona è basata su tecniche della seconda metà del XVII secolo, avvicinandosi all'arte della regione di Palech. Le aureole e le sedie hanno delle dorature a foglia su bordo rosso, mentre le crisografie illuminano finestre, tende e interpretano le luci sulle vesti, tranne quelle blu indaco dei dottori.

##### La Trasfigurazione
(Tempera su legno, cm 69*59)

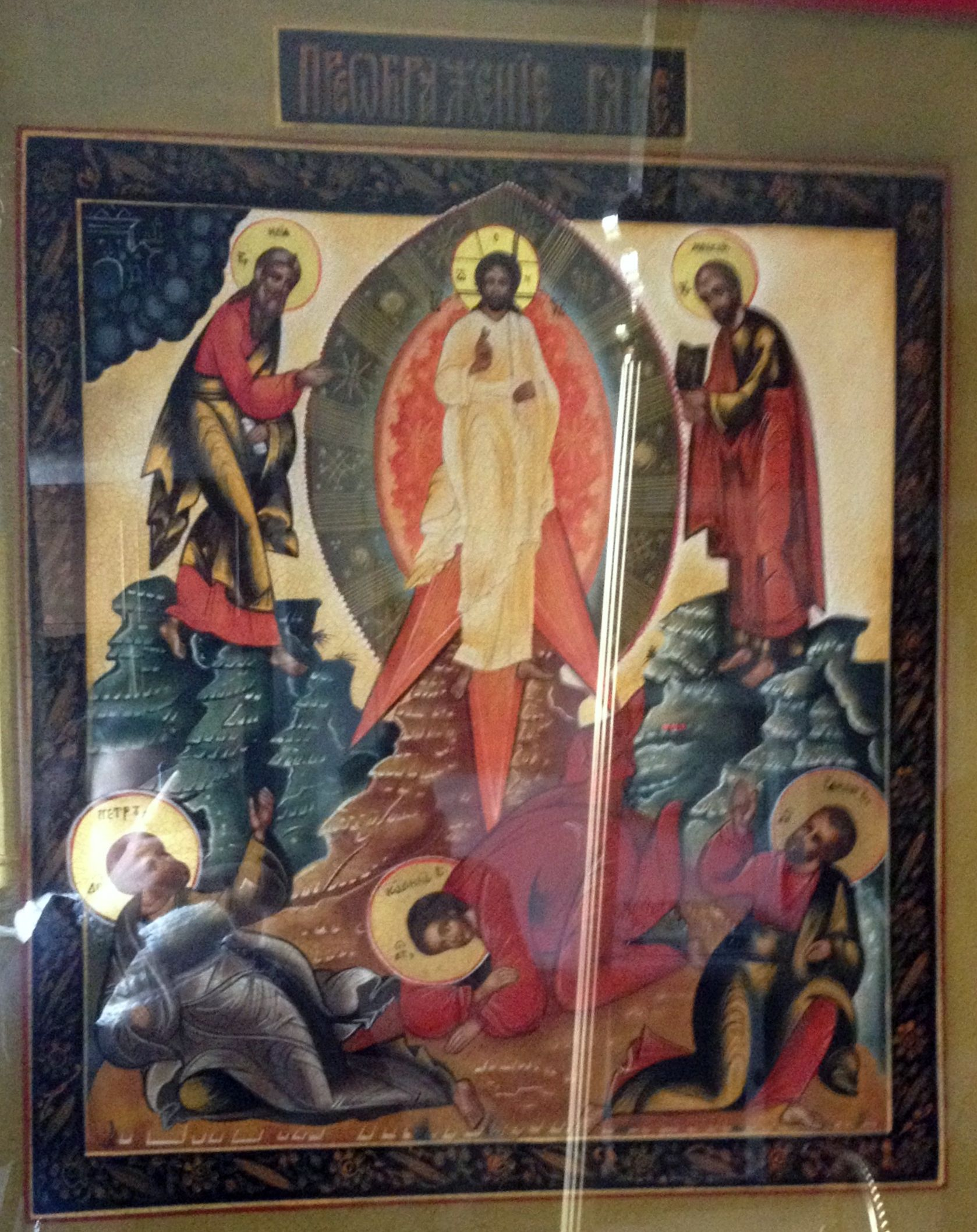
Icona della Trasfigurazione, appesa alla parete della sacrestia della Chiesa Santa Maria di Dueville (Vicenza)

La Festa della Trasfigurazione di Gesù sul monte Tabor o della Metamorfosi secondo la liturgia bizantina avviene quaranta giorni prima della festa della Esaltazione della Croce, celebrata il 14 settembre. L'icona della Trasfigurazione risultava essere la preferita di don Antonio, in quanto gli ricordava la sua data di nascita. Mentre per noi evoca il senso della vita di un sacerdote, che manifesta Cristo nella quotidianità dei suoi giorni, nel monte Tabor. Su tre cime si possono vedere Elia, Mosè e Cristo, mentre in basso sono collocati Pietro, Giovanni e Giacomo. Gesù è accostato alla Legge (Mosè) e ai Profeti (Elia), poiché è Lui la Parola di Dio che si realizza. La luce che proviene da Cristo rivestito da candide vesti illumina ogni cosa. Dalla figura del Salvatore si diramano tre raggi che fanno cadere a terra gli apostoli che non riescono a sopportare la luce. Intorno a Cristo ci sono il cielo e le stelle. A fianco c'è Mosè con in mano la Legge. Sul lato opposto è rappresentato Elia indicante il Cristo attraverso la mano destra. La parte inferiore dell'icone mostra gli apostoli, che sembrano risvegliarsi da uno stato di torpore.

##### L'ingresso di Gesù a Gerusalemme
(Tempera su tavola in legno, cm 30x25)
Cristo viene ritratto con l'aureola (simbolo della sua appartenenza alla Santità), seduto sul fianco di un asino e con in mano il rotolo dei nostri peccati. Nel vestiario si possono osservare due elementi simbolici: Il colore porpora della tunica, simbolo della sua umanità e il mantello blu che l'avvolge, simbolo di divinità. Il puledro (rappresentato con il capo chino) simboleggia l'elemento istintivo dell'uomo, che deve essere cavalcato dalla vita spirituale.
Lo sfondo è caratterizzato da due elementi, anch'essi ricchi di significato simbolico: il Monte degli Olivi con una palma da cui spunta Zaccheo (simbolo di salvezza) e la città caratterizzata da alte mura (simbolo dell'umanità).

##### L'Ultima Cena
(Tempera su legno, cm. 29x43)
Si può osservare la distinzione della cena in due momento: il momento del rito pasquale ebraico e quello dell'istituzione eucaristica cristiana. Ci sono, inoltre, degli elementi che richiamano e sottolineano la vicinanza alle rappresentazioni religiose pittoriche occidentali. Esse sono: la disposizione dei dodici apostoli raffigurati attorno al tavolo rettangolare (la liturgia orientale, diversamente, tende a disporre gli apostoli in cerchio) e gli elementi presenti sul e attorno al tavolo.

Sullo sfondo, infine, si può osservare una differenziazione dal canone iconografico. Il punto di incontro delle linee prospettiche, infatti, è all'interno del quadro.

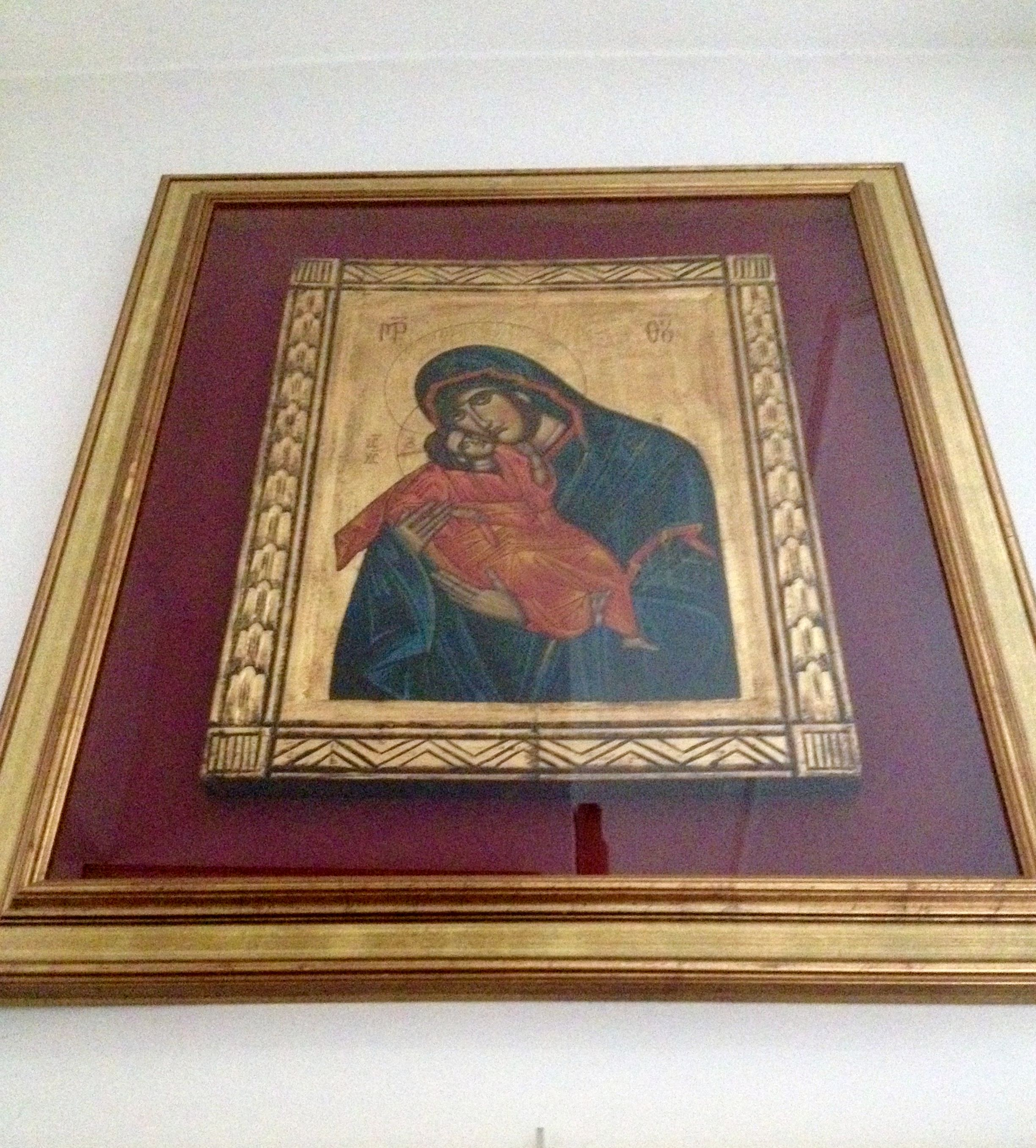
Icona della Madonna della tenerezza, appesa alla parete della sacrestia della Chiesa Santa Maria di Dueville (Vicenza)

##### Madonna del Principe Igor e 4 Santi
(Tempera su tavola di legno, cm. 50X38)
L'immagine rappresenta la Vergine Maria con in braccio il Bambino. Secondo la leggenda, il principe Igor di Cenigov prigioniero del principe di Kiev pregò davanti al quadro prima di morire.
Il popolo venera il principe Igor come un santo che ha accettato la morte in memoria della passione di Cristo.

##### Madonna della tenerezza
(Tempera su tavola di legno, cm. 65X49,5)
In questa immagine la Madre di Dio si piega verso il Bambino che tiene nella mano destra e sfiora con la sua guancia quella del Bambino che a sua volta tiene in mano una pergamena. Il movimento è morbido e realistico, l'espressione è dolce e gioiosa. Questa icona ricorda un momento importante della storia russa perché dopo la vittoria di una battaglia dell'esercito russo, i cosacchi fecero dono di questa icona al principe di Mosca ed egli la mise come segno di gratitudine nella chiesa della sua casa. Da quel momento il popolo pregava davanti a questa icona quando venivano attaccati dai nemici.

##### San Giorgio

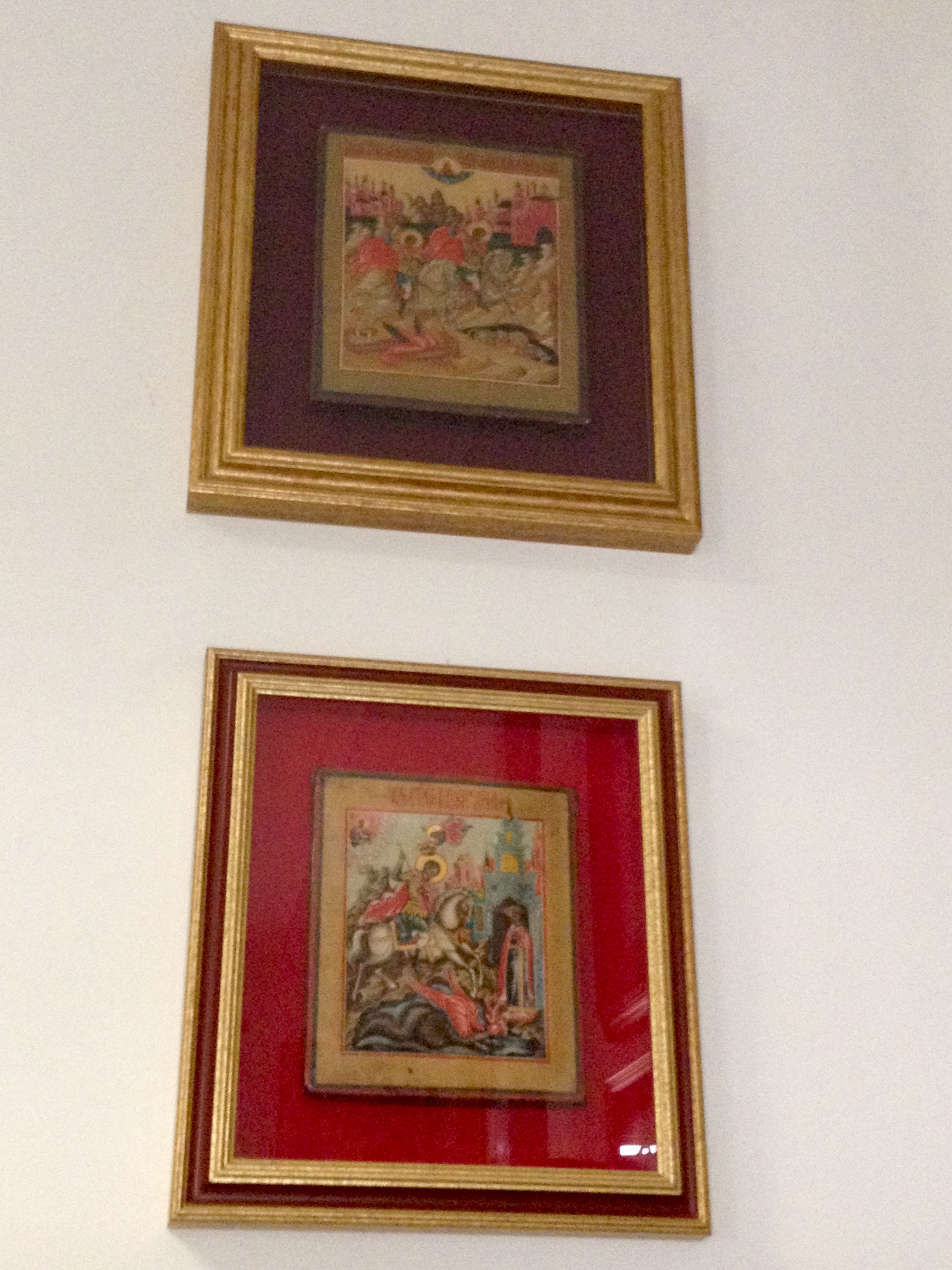
Icone di San Giorgio e San Demetrio (immagine sopra), San Giorgio (immagine sotto), appese alla parete della sacrestia della Chiesa Santa Maria di Dueville (Vicenza)

(Tempera su tavola di legno, cm. 27,5X23)
San Giorgio è un personaggio molto importante in Russia infatti la sua figura con il drago divenne lo stemma ufficiale della capitale russa.
Nell'immagine viene raffigurato san Giorgio sopra il suo cavallo che trafigge il drago con la sua lancia e riesce a salvare la principessa. Il Signore manda a Giorgio un angelo per festeggiare la sua forte fede cristiana e per celebrare il suo nome.
Questa immagine rappresenta la vittoria della fede cristiana sul male.

##### San Nicola
(Tempera su tavola di legno, cm. 31,5X27)
San Nicola in questa icona è rivestito da una casula contrassegnata da piccole croci e tiene in mano un evangelaio che cita il primo verso del Vangelo, che viene recitato nelle celebrazioni eucaristiche della chiesa russa nei giorni 9 maggio e 6 dicembre. Nell'immagine sono dipinti interamente anche Cristo e sua Madre e si trovano seduti su delle nuvole con intorno raggi d'oro ed argento.

##### San Giorgio e San Demetrio
(Tempera su tavola di legno, cm. 31X26,5)

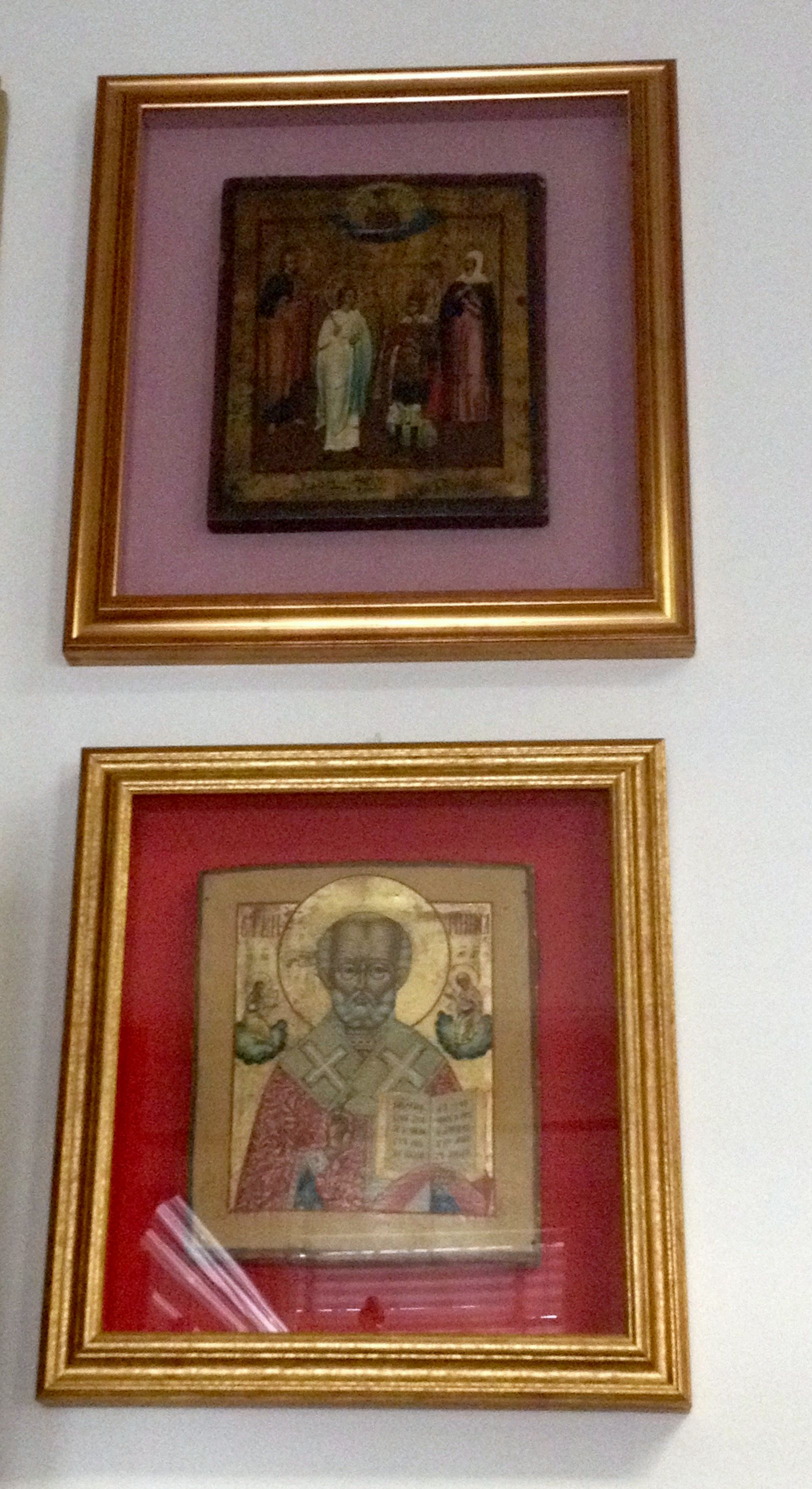
Icone dei Santi protettori (immagine sopra), San Nicola (immagine sotto) appese alla parete della sacrestia della Chiesa Santa Maria di Dueville (Vicenza)

In questa immagine vengono dipinti Demetrio di Tessalonica con san Giorgio: questa coppia rappresenta il simbolo della difesa della fede e della patria che affronta senza paura i pericoli. Questa icona è un altro esempio di dipinto che raffigura il trionfo della fede cristiana contro il male.

##### Santi protettori
(Tempera su tavola di legno, cm. 34,5X29)
Questa icona viene inserita all'interno del contesto familiare: questa immagine vuole portare il fedele a ripercorrere il viaggio della sua esistenza e per questo in essa sono inserite le icone del Battesimo, del Matrimonio, le icone da viaggio e le icone da mettere nelle mani del defunto. Queste immagini vengono dipinte in modo realistico con forme semplici e con pochi decori.

##### La Trinità
(Tempera su tavola di legno, cm. 44,5 x 35)
Nella parte centrale del dipinto è stato raffigurato, sotto forma di colomba, lo Spirito Santo. Ai lati, sono stati rappresentati il Padre e il Figlio. Il primo è raffigurato con una veste di colore bianco candido, mentre il secondo è stato ritratto con una veste di colore scuro. Entrambi sono seduti, con un libro nella mano sinistra e con la mano destra alzata in segno di benedizione. Questo per sottolineare il fatto che il Padre e il Figlio sono un un'unica Persona. Come afferma anche Cristo quando risponde a Filippo che gli chiede di mostrargli il Padre: “Le parole che io vi dico, non le dico da me; ma il Padre che è con me compie le sue opere. Credetemi: io sono nel Padre e il Padre è in me; se non altro credetelo per le opere stesse”.

##### Dormizione della Vergine
(Tempera su tavolo di legno, cm. 51 x 36,5)

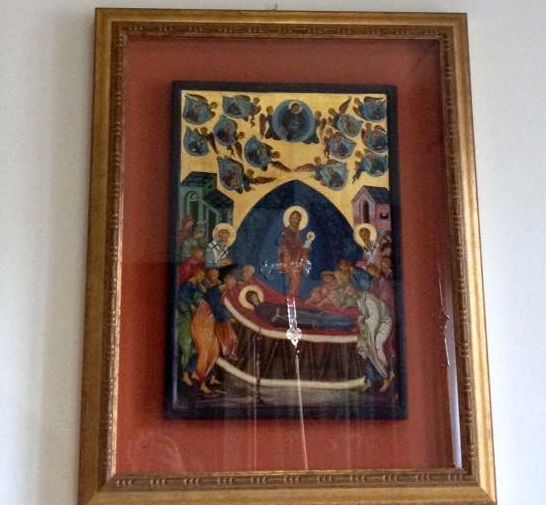
Icona della Dormizione della Vergine, appesa alla parete della sacrestia della Chiesa Santa Maria di Dueville (Vicenza)

Al centro del dipinto è ritratta la Vergine defunta, posta sul suo letto funebre, con le mani incrociate. Il bordo del letto è rivestito da un drappo che scende fino a terra. Ai piedi del suo capezzale sono rappresentati Paolo e Pietro. Insieme a loro, disposti tutt'intorno, sono raffigurati anche gli altri apostoli. Gesù Cristo tiene amorevolmente tra le sue braccia l'anima di Maria. Quest'ultima è raffigurata come una bambina coperta da bianche bende che simboleggiano il sepolcro. La figura di Cristo si trova al centro di una mandorla che risplende di raggi di luce luminosa, bianca e splendente. Ai lati di Gesù sono stati raffigurati due santi vescovi con dei libri in mano: sono coloro che hanno assistito al grande evento e lo possono tramandare alle generazioni future. In cielo, sopra alla mandorla, sono rappresentati degli angeli che trasportano in volo, su delle nuvole, gli apostoli. Questa rappresentazione costituisce una grande particolarità iconografica, in quanto, all'interno del movimento, appare la figura della Vergine seduta con la mano aperta, simbolo di accoglienza e di donazione.